# Studio Naxos
Studio Naxos (Eigenschreibweise: studioNAXOS) ist ein Theater in Frankfurt am Main, das Performances, Konzerte und Theater von vorwiegend jungen Kulturschaffenden aus Hessen zeigt, die am Ende ihres Studiums oder am Beginn ihres Berufslebens stehen und in der darstellenden Kunst tätig sind. Die Spiel- und Produktionsstätte ist die denkmalgeschützte Naxoshalle in Frankfurt am Main.

## Geschichte
Studio Naxos wurde 2014 von Studierenden der Hessischen Theaterakademie gegründet als Reaktion auf die Arbeitsbedingungen von Künstlern im Raum Frankfurt am Main und Hessen. Studio Naxos kooperiert eng mit dem Theater Willy Praml. Mit der institutionellen Förderung durch die Stadt Frankfurt ab 2017 wurde eine Grundlage für die Schaffung neuer Entwicklungen in den darstellenden Künsten und die Bildung eines „losen“ Ensembles geschaffen. Regelmäßige Förderer des Projekts sind u. a. das Land Hessen, der Kulturfonds Rhein-Main und private Stiftungen. Seit 2018 ist Studio Naxos im Netzwerk Freier Theaterhäuser und seit 2020 assoziiertes Mitglied der Hessischen Theaterakademie. Es kooperiert mit dem Lichter Filmfest und den Goethe-Festwochen. Arbeiten von Studio NAXOS waren bei den wichtigsten deutschen Newcomer-Festivals vertreten (Körber-Studio, Radikal Jung, Out Now Festival, Fast Forward Festival, Impulse Festival) und wurden deutschlandweit in verschiedene Theater zu Gastspielen eingeladen.
Das Projekt wird durch die Trägerschaft des Naxos-Bund zur Förderung junger Künstler*innen aus Hessen e.V. ermöglicht.